# Szyk wyrazów w zdaniu niemieckim
Szyk wyrazów w zdaniu niemieckim – porządek wyrazów w zdaniu niemieckim. Język niemiecki należy do typu SVO i charakteryzuje się ściśle zdyscyplinowanym szykiem wyrazów w zdaniu, uzależnionym od pozycji orzeczenia, które w zdaniu pojedynczym znajduje się na drugim miejscu. W zdaniu złożonym szyk jest różny w zależności od tego, czy jest to zdanie złożone współrzędnie, czy podrzędnie. W zdaniach podrzędnych czasownik bądź zbitka czasowników występuje zawsze na końcu.

## Szyk wyrazów w zdaniu pojedynczym
W języku niemieckim szyk wyrazów podlega ścisłym regułom i zależy on od funkcji poszczególnych słów w zdaniu. W zdaniu twierdzącym czasownik w funkcji orzeczenia zajmuje zawsze drugą pozycję (ale niekoniecznie jest drugim wyrazem w zdaniu). Jedną z odmian szyku jest tak zwany szyk prosty, w którym pierwsze miejsce zajmuje podmiot zdania:
- Wir besuchen unsere Freunde am Sonnabend → Odwiedzamy naszych przyjaciół w sobotę.
- Meine Tochter studiert Jura in München → Moja córka studiuje prawo w Monachium.

Pierwsze miejsce niekoniecznie musi być zajmowane przez podmiot, może znajdować się ta część zdania, którą mówiący pragnie szczególnie zaakcentować, np. dopełnienie czy okolicznik. Orzeczenie w tym przypadku również znajduje się na drugim miejscu:
- Seit drei Tagen liegt Mario im Bett → Od trzech dni Mario leży w łóżku.
- Am nächsten Sonnabend besuchen wir euch – W następną sobotę odwiedzimy was.
- Dem Gast schmeckt das Essen leider nicht → Gościowi niestety nie smakuje jedzenie.

### Czasy złożone
Czasy w języku niemieckim dzielą się na proste (teraźniejszy, Präteritum) i złożone (Perfekt, Plusquamperfekt, Futur I), wymagające użycia słowa posiłkowego haben bądź sein. W tym przypadku czasownik posiłkowy zajmuje drugie miejsce (to, które zwykle zarezerwowane jest dla czasownika), a czasownik główny w odpowiedniej dla danego czasu formie (imiesłowu czasu przeszłego bądź bezokolicznika) występuje na końcu zdania:
- Ich bin nach Polen gefahren → Pojechałem do Polski.
- Was hast du zum Geburtstag bekommen? → Co dostałeś na urodziny?
- Er wird am Wettbewerb teilnehmen → Będzie uczestniczył w konkursie.

### Tryb rozkazujący
W trybie rozkazującym czasownik występuje zawsze na pierwszym miejscu:
- Rechne bitte alles zusammen! – Proszę to wszystko policzyć!

### Czasowniki modalne
Czasowniki modalne: dürfen (wolno mi), können (móc), mögen (móc, lubić), müssen (musieć) sollen (powinienem), wollen (chcieć), choć mogą występować samodzielnie (np. Er will nach Hause → On chce do domu), najczęściej występują z innymi czasownikami w formie bezokolicznika. Wówczas czasownik modalny występuje na drugim miejscu w zdaniu, a bezokolicznik czasownika znajduje się na ostatnim:
- Ich soll unbedingt dorthin gehen → Bezwzględnie powinienem tam pójść.
- Ich kann es nicht hören → Nie mogę tego słuchać.
- Das Fenster kann nicht offen gewesen sein. → Okno [z pewnością] nie było otwarte.
- Er muss im Lotto einen Sechser gewonnen haben. → Musiał pewnie trafić szóstkę w Lotto.

W czasach złożonych (Perfekt, Plusquamperfekt) czasownik główny występuje na końcu zdania w bezokoliczniku, jednak przed czasownikiem modalnym, który również występuje w formie bezokolicznika:
- Sie hat sofort gehen müssen → Musiała natychmiast iść.

### Czasowniki rozdzielnie złożone
W przypadku czasowników rozdzielnie złożonych, takich jak np. aufmachen (otworzyć), mitnehmen (brać ze sobą), w czasach prostych (teraźniejszym i Präteritum) czasownik znajduje się na drugim miejscu, a przedrostek na ostatnim miejscu w zdaniu:
- Ich fahre um acht Uhr ab → Wyjeżdżam o ósmej.
- Seit Langem arbeiten sie zusammen → Od dawna współpracują ze sobą.

### Położenie dopełnienia w zdaniu pojedynczym
W zdaniu może występować zarówno dopełnienie bliższe jak i dalsze. Dopełnienie bliższe zwykle znajduje się w bierniku, dalsze w celowniku. Gdy zdanie zawiera zarówno dopełnienie bliższe jak i dalsze, dopełnienie dalsze występuje przed bliższym:
- Die Firma hat gestern dem Kunden die Ware nicht geliefert → Firma nie dostarczyła wczoraj towaru klientowi.
- Die Firma liefert dem Kunden die Ware nicht. → Firma nie dostarcza towaru klientowi.

Zasada ta nie dotyczy sytuacji, kiedy oba dopełnienia wyrażone są przez zaimki; w tej sytuacji dopełnienie bliższe występuje przed dopełnieniem dalszym:
- Der Lehrer gab es ihm vor dem Unterricht → Nauczyciel dał mu to przed lekcją.

Podobna sytuacja występuje w przypadku zaimka zwrotnego:
- Ich habe mir die Hände gewaschen → Umyłem sobie ręce.
- Ich habe sie mir gewaschen → Umyłem je sobie.

### Szyk pozostałych części zdania
W przypadku innych części zdania, nie istnieją ścisłe reguły dotyczące szyku. Dotyczy to zwłaszcza okoliczników, które mogą występować zarówno przed, jak i po dopełnieniu w celowniku:
- Er hilft abends seinem Vater gerne im Büro → On pomaga wieczorami swojemu ojcu w biurze.

- Er hilft seinem Vater abends gerne im Büro → On pomaga swojemu ojcu wieczorami w biurze.

Na końcu zdania znajdują się zwykle dopełnienie w bierniku lub okoliczniki miejsca, głównie odpowiadające na pytanie: wohin (dokąd):
- Er fährt heute Abend mit seiner Frau nach Kassel → On jedzie dziś wieczorem ze swoją żoną do Kassel.

### Położenie partykuły przeczącejnicht
Partykuła przecząca nicht w zdaniu pojedynczym znajduje się z reguły na końcu zdania. Kiedy jednak (szczególnie w czasach złożonych) ostatnie miejsce jest wymuszone przez odpowiednią formę czasownika, partykuła przecząca znajduje się bezpośrednio przed nim:
- Du verstehst mich doch gar nicht. → Przecież ty mnie w ogóle nie rozumiesz.

- Das hab' ich überhaupt nicht verstanden → Tego w ogóle nie zrozumiałem.

## Zdanie pytające
Zdania pytające dzielą się na ogólne (rozstrzygające), kiedy jedynymi możliwymi odpowiedziami są Ja albo Nein, oraz pytania szczegółowe (o uzupełnienie), które wymagają podania szczegółu i rozpoczynają się np. od wo? → gdzie?, wohin? → dokąd?, was? → co?, wem? → komu?, wann? → kiedy?, wieso? → czemu?, warum? → dlaczego?, wie oft? → jak często? itp.

### Pytania ogólne
W pytaniach typu ogólnego orzeczenie znajduje się zawsze na pierwszym miejscu, a następne zajmuje podmiot. Nie istnieje niemiecki odpowiednik polskiej partykuły czy.
- Besuchst du mich morgen? → Czy odwiedzisz mnie jutro?
- Geht dein Sohn noch in die Schule? → Czy twój syn jeszcze chodzi do szkoły?

### Pytania szczegółowe
Pytanie szczegółowe rozpoczyna się od zaimka pytającego, a drugie miejsce zajmuje orzeczenie. Między zaimkiem a orzeczeniem nie pojawia się żaden inny wyraz:
- Wo liegt meine Tasche? → Gdzie leży moja torba?
- Wohin gehst du so spät? → Dokąd idziesz tak późno?

W przypadku pytań wessen? (czyj?), wie viel? (ile? odnośnie do rzeczowników w liczbie pojedynczej) wie viele (ile? odnośnie do rzeczowników w liczbie mnogiej) po zaimku pytającym pojawia się rzeczownik bez rodzajnika:
- Wie viele Kinder haben Sie? → Ile pani ma dzieci?
- Wie viel kostet das? → Ile to kosztuje?

Istnieją również pytania złożone, których elementem jest przyimek. Przykładowo dla an pytaniem o osobę będzie an wen? (an łączy się z biernikiem), a pytaniem o rzecz woran? (wo + łączące r + an), dla nach (łączy się z celownikiem) odpowiednie pytania to: nach wem? i wonach?:
- Nach wem fragt er? → O kogo on pyta?
- Wonach fragt er? → O co on pyta?

## Zdania złożone współrzędnie
W zdaniach złożonych nie istnieje jeden model szyku. W zależności od zastosowanego spójnika wyróżnia się trzy rodzaje szyku w zdaniu złożonym: dwa we współrzędnie złożonym i jeden w podrzędnie złożonym.

### Spójniki wymagające szyku prostego
W zdaniach współrzędnie złożonych szyk prosty, z orzeczeniem na drugim miejscu, występuje po następujących spójnikach: und (i, a), aber (ale, lecz), denn (ponieważ, bo), oder (lub, czy, albo, używany z reguły po zdaniach twierdzących), sondern (lecz, używany po zdaniach przeczących). Jeśli spójnikiem jest und, można go pominąć. Można również pominąć podmiot w drugim zdaniu, jeśli jest taki sam jak w pierwszym:
- Ich bleibe zu Hause und (ich) arbeite ein wenig → Zostanę w domu i trochę popracuję.
- Ich bin nicht müde, sondern ich fühle mich nicht gut → Nie jestem zmęczony, ale nie czuję się dobrze.

Istnieją spójniki wieloczłonowe, po których w obu zdaniach występuje szyk prosty. Należą do nich: entweder... oder (albo... albo...), nicht nur... sondern auch (nie tylko... ale także...) zwar... aber... (wprawdzie... ale jednak...)
- Sie ist zwar noch jung, aber (sie ist) schon sehr erfahren → Ona jest co prawda młoda, ale bardzo doświadczona.

### Spójniki wymagające zdania przestawnego
W zdaniach współrzędnie złożonych spójnik also oraz przysłówki w funkcji spójnika, takie jak: außerdem (ponadto, oprócz tego), deshalb, darum, deswegen (dlatego), dann (potem, następnie), sonst (w przeciwnym razie, bo jak nie, to), trotzdem (pomimo tego) wymagają użycia szyku przestawnego, tzn. graniczą bezpośrednio z orzeczeniem drugiego zdania:
- Ich bin müde, deswegen gehe ich gerade ins Bett → Jestem zmęczony, dlatego idę prosto do łóżka.
- Es ist spät, trotzdem muss ich arbeiten → Jest już późno, ale muszę pracować.

Istnieją spójniki wieloczłonowe, po których w obu zdaniach występuje szyk przestawny. Należą do nich: einerseits..., andererseits... (z jednej strony... (ale) z drugiej strony...), mal... mal... (raz..., raz...), sowohl... als auch (zarówno... jak i...), teils..., teils... (częściowo..., częściowo...), weder... noch... (ani... ani...):
- Weder ist es interessant noch bist du ein guter Redner → Ani to nie jest ciekawe ani nie jesteś dobrym mówcą.
- Mal besuche ich meinen Freund, mal kommt er zu mir → Raz odwiedzam mojego przyjaciela, raz on przychodzi do mnie.

## Zdania złożone podrzędnie
W zdaniu złożonym dopełnieniowym podrzędnie szyk wyrazów zdania podrzędnego wymaga wyprowadzenia czasownika na koniec zdania:
- Ich weiß nicht, wann der Zug ankommt → Nie wiem, kiedy przyjedzie ten pociąg.
- Er hat nicht gesagt, wohin er gereist war → Nie powiedział, dokąd wyjechał.

W przypadku, gdy w zdaniu występuje czasownik posiłkowy haben, sein albo któryś z czasowników modalnych, występują one na końcu zdania:
- Ich weiß wirklich nicht, was ich machen soll → Doprawdy nie wiem, co mam zrobić.
- Ich sage dir noch einmal, dass ich alles gemacht habe. Hau endlich ab! → Jeszcze raz ci mówię, że już wszystko zrobiłem! Odczep się!.

W zdaniu okolicznikowym przyczyny, odpowiadającym na pytania warum (dlaczego), auf welchem Grund (z jakiej przyczyny), weshalb (dlaczego) zachowanie zdań zależy od ich szyku. Jeśli zdanie nadrzędne występuje jako pierwsze, obowiązuje w nim szyk prosty, a w zdaniu podrzędnym czasownik występuje na końcu:
- Ich gehe zum Arzt, weil ich mich nicht wohl fühle → Idę do lekarza, bo czuję się źle.

Natomiast gdy zdanie złożone rozpoczęte jest zdaniem podrzędnym, w zdaniu nadrzędnym obowiązuje szyk przestawny:
- Weil ich mich nicht wohl fühle, gehe ich zum Arzt. → Ponieważ źle się czuję, idę do lekarza.

W zdaniach podrzędnych przyzwolenia, w takiej sytuacji obowiązuje szyk prosty:
- Wenn er auch krank war, immer kam er zur Arbeit → Nawet gdy był chory, zawsze przychodził do pracy.
- Wenn er auch krank war, er kam immer zur Arbeit → Nawet gdy był chory, przychodził zawsze do pracy.

### Czasowniki modalne
W zdaniu podrzędnym czasownik modalny znajduje się na końcu zdania. W czasach prostych przyjmuje on końcówkę charakterystyczną dla danego czasu:
- Es ist schade, dass er uns nicht besuchen kann/konnte → Szkoda, że nie może (nie mógł) nas odwiedzić.

Gdy zdanie podrzędnie złożone znajduje się w którymś z czasów złożonych (Perfekt bądź Plusquamperfekt), występuje zbitka trzech czasowników o następującej kolejności: czasownik posiłkowy (sein, haben), bezokolicznik czasownika głównego oraz czasownik modalny w bezokoliczniku:
- Es ist schade, dass er uns nicht hat/hatte besuchen können → Szkoda, że nie mógł nas odwiedzić.